# Movimiento Socialista Árabe (Siria)
El Movimiento Socialista Árabe (en árabe: حركة الاشتراكيين العرب -  Harakat Al-Ishtirakiyeen Al-'Arab‎) también conocido como Partido Socialista Árabe, fue un partido político en Siria que se ha dividido en varias facciones desde la década de 1960 que siguen usando el mismo nombre.

## Historia
El partido original remonta sus raíces al grupo radical anti-feudal y panárabe de 1930 liderado por Akram al-Hawrani, pero se estableció formalmente el 5 de enero de 1950.[cita requerida] Se fusionó con el Partido Baaz Árabe Socialista en 1953, solo para retirarse nuevamente en 1963. Luego se dividió en varias facciones:
- Una, dirigida por Abdul-Ghani Qannout se unió al Partido Baaz Árabe Socialista - lideró el Frente Nacional Progresista en 1972[3][4]- y ha seguido apoyando el gobierno de la Familia Ásad desde entonces. Después de que Abdul-Ghani Qannout murió en 2001, Ahmad al-Ahmad (fallecido en 2016) se convirtió en el nuevo secretario general; bajo él, el partido continuó su curso pro-gobierno, incluso durante la Guerra civil siria. En el curso de este conflicto, un miembro de la oficina política del Movimiento Árabe Socialista, Turki Albu Hamad, formó la "milicia de las Fuerzas de los combatientes de las tribus'.[5]
- Otro grupo escindido fue dirigido por el exoficial Abdul-Ghani Ayyash (fallecido en 2010), y se unió a la oposición en formando parte del Rally Nacional Democrático.[6]
- Una facción de marxistas, liderada por Akram al-Bunni, se separó y formó el "Consejo Nacional de la Declaración de Damasco para el Cambio Democrático Nacional", que fue suprimido por el gobierno de Assad.[7]
- Otra rama también obtuvo reconocimiento legal y representación parlamentaria, pero bajo el nombre "Movimiento de Pacto Nacional".[cita requerida]